# كبش الفداء (فلم 2024)
كبش الفداء (بالإنجليزية: The Fall Guy) هو فيلم أكشن أمريكي قادم من إخراج ديفيد ليتش وبطولة رايان غوسلينغ، إيميلي بلنت، آرون جونسن، ستيفاني هسو، وينستون ديوك، هانا وادينغهام وتيريزا بالمر، من المقرر صدور الفيلم في 1 مارس 2024 حيث بلغت ميزانية الفيلم 130 مليون دولار وتصدر شباك التذاكر الأمريكية بالإيرادات حين عرضه.

## روابط خارجية
مقالات تستعمل روابط فنية بلا صلة مع ويكي بيانات